# Andrew Mondshein
Andrew Steven Mondshein (* 28. Februar 1957 in den USA) ist ein US-amerikanischer Filmeditor.

## Leben
Mondshein wuchs an der US-amerikanischen Ostküste auf und lebte eine Zeit lang in Florida, wo er an der University of Florida seinen Bachelor machte. Während des Studiums interessierten ihn besonders die Filme der 60er und 70er von Stanley Kubrick und Sidney Lumet. Nach seinem Studium siedelte er nach New York über und assistierte Peter C. Frank beim Schnitt an einem Film von Sidney Lumet. Insgesamt bearbeitete er bis 1992 fünf Projekte für Lumet. 1985 war er einer der ersten Editoren, die einen Film auf einem Computer-Schnittsystem montierten. Beim Filmschnitt zu Lumets Power (1986) stand man damals vor der Wahl entweder das System Montage oder das Schnittsystem Editdroid von George Lucas zu nutzen. Da ersteres verfügbar war, nutzte man Montage. In East Hampton, wo Lumet ein Sommerhaus besaß, wurde der Director’s Cut mit Hilfe eines Ingenieurs und dem gesamten Software-Team in Massachusetts geschnitten. Im Laufe seiner Karriere nutzte Mondshein unterschiedliche Systeme, darunter Moviola, Montage und Avid.
Auch mit dem schwedischen Regisseur Lasse Hallström verbindet Mondshein eine langjährige Zusammenarbeit. So schnitt er für ihn sieben Projekte, darunter erfolgreiche Filme wie Casanova (2009), Gilbert Grape – Irgendwo in Iowa (1993) und Chocolat – Ein kleiner Biss genügt (2000).
Andrew Mondshein ist Mitglied der American Cinema Editors. Er lebt mit seiner Frau, der Produzentin Leslie Holleran und den gemeinsamen Kindern in Larchmont, New York.

## Filmografie (Auswahl)
- 1982: Das Mörderspiel (Deathtrap; Schnitt-Assistenz)
- 1982: The Verdict – Die Wahrheit und nichts als die Wahrheit (The Verdict; Schnitt-Assistenz)
- 1984: Die Göttliche (Garbo Talks)
- 1985: Susan … verzweifelt gesucht (Desperately Seeking Susan)
- 1986: Power
- 1987: Making Mr. Right – Ein Mann à la Carte (Making Mr. Right)
- 1988: Die Flucht ins Ungewisse (Running on Empty)
- 1989: Cookie
- 1989: Family Business
- 1991: Ein charmantes Ekel (Once Around)
- 1991: Verführerische Geschichten 2 (Women & Men 2: In Love There Are No Rules)
- 1992: Sanfte Augen lügen nicht (A Stranger Among Us)
- 1993: Gilbert Grape – Irgendwo in Iowa (What's Eating Gilbert Grape)
- 1994: Jason’s Lyric
- 1995: To Wong Foo, thanks for Everything, Julie Newmar
- 1997: Amy Foster – Im Meer der Gefühle (Swept from the Sea)
- 1998: Für das Leben eines Freundes (Return To Paradise)
- 1998: Wide Awake
- 1999: The Sixth Sense
- 2000: Chocolat – Ein kleiner Biss genügt (Chocolat)
- 2000: Lost Souls – Verlorene Seelen (Lost Souls)
- 2001: Schiffsmeldungen (The Shipping News)
- 2002: Reine Nervensache 2 (Analyze That)
- 2005: Casanova
- 2005: Ein ungezähmtes Leben (An Unfinished Life)
- 2006: Der große Bluff – Das Howard Hughes Komplott (The Hoax)
- 2007: Zauber der Liebe (Feast of Love)
- 2009: Everybody’s Fine
- 2010: Remember Me – Lebe den Augenblick (Remember Me)
- 2011: Our Idiot Brother
- 2013: Safe Haven – Wie ein Licht in der Nacht (Safe Haven)
- 2013: Das Penthouse (Penthouse North)
- 2014: Madame Mallory und der Duft von Curry (The Hundred-Foot Journey)
- 2015: Eine Geschichte von Liebe und Finsternis (A Tale of Love and Darkness)
- 2015: Freeheld – Jede Liebe ist gleich (Freeheld)
- 2017: Die Mumie (The Mummy)
- 2017: Barry Seal: Only in America (American Made)
- 2019–2021: Godfather of Harlem (Fernsehserie, 13 Episoden)
- 2020: Ma Rainey’s Black Bottom
- 2021: Things Heard & Seen
- 2022: Tiefes Wasser (Deep Water)
- 2023: Rustin
- 2024: A Quiet Place: Tag Eins (A Quiet Place: Day One)

## Auszeichnungen
Oscar
- 2000: Bester Schnitt – The Sixth Sense (nominiert)

BAFTA Award
- 2000: Bester Schnitt – Sixth Sense (nominiert)

Satellite Awards
- 1999: Bester Schnitt – The Sixt Sense